# NGC 7342
NGC 7342 é uma galáxia espiral barrada (SBa) localizada na direcção da constelação de Pegasus. Possui uma declinação de +35° 29' 55" e uma ascensão recta de 22 horas, 38 minutos e 13,2 segundos.
A galáxia NGC 7342 foi descoberta em 11 de Setembro de 1872 por Édouard Jean-Marie Stephan.